# Pamela S. Soltis
Pamela Sue Soltis (* als Pamela Sagraves 13. November 1957 in Nelsonville (Ohio)) ist eine US-amerikanische Botanikerin und Evolutionsbiologin. Ihr  offizielles botanisches Autorenkürzel lautet „P.S.Soltis“.
Soltis war 1976 Valedictorian (Bester seines Jahrgangs, der die Abschlussrede hielt) auf ihrer High School (Pella High School in Iowa), studierte Biologie am Central College in Iowa (Bachelor-Abschluss 1980 summa cum laude) und an der University of Kansas, an der sie 1984 ihren Master-Abschluss in Botanik erhielt und 1986 promoviert wurde. Ab 1986 war sie Assistant Professor, 1992 Associate Professor und 1998 Professor an der Washington State University. Seit 2000 ist sie Kuratorin am Florida Museum of Natural History und seit 2006 Forschungsprofessorin an der University of Florida (seit 2007 Distinguished Professor).
Sie befasst sich mit Mechanismen der Artbildung, Phylogenie der Bedecktsamer (Angiospermen) und von Landpflanzen, Evolution von Kennzeichen wie Blüten, evolutionäre Rolle der Polyploidie, genetische Fragen der Arterhaltung im Naturschutz, Biogeographie. Sie ist in der Angiosperm Phylogeny Group.
2016 erhielt sie mit ihrem Ehemann Douglas E. Soltis, mit dem sie auch viel zusammenarbeitet, die Darwin-Wallace-Medaille und beide erhielten 2010 den Merit Award der Botanical Society of America. 2016 wurde sie Mitglied der National Academy of Sciences und 2017 der American Academy of Arts and Sciences. 2007/08 war sie Präsidentin der Botanical Society of America und sie war Präsidentin der Society of Systematic Biologists. 2002 erhielt sie den Dahlgren Preis der Königlichen Physiographischen Gesellschaft in Lund und 2006 mit Douglas Soltis den Asa Gray Award. Sie erhielt den Centennial Award der Botanical Society of America und den Stebbins Award.

## Schriften (Auswahl)
Bücher: 
- mit Douglas E. Soltis: Developmental genetics of the flower, Advances in botanical research incorporating advances in plant pathology 44, 2006
- Herausgeberin mit Douglas E. Soltis, Jeff J. Doyle: Molecular systematics of plants, Chapman and Hall 1992
- Herausgeberin mit Douglas E. Soltis:  Isozymes in plant biology, Portland: Dioscorides Press 1989, London: Chapman and Hall 1990
- Studies of genetic variation in an introgressive complex in Clarkia (Onagraceae), University of Kansas, 1986 (Dissertation)

Einige Aufsätze:
- mit Douglas E. Soltis: The origin and diversification of angiosperms, American J. of Botany, Band 91, 2004, S. 1614–1626
- mit S. Kim, D. E. Soltis u. a.: Pre-angiosperm duplication of floral genes and regulatory tinkering at the base of angiosperms, American J. of Botany, Band 91, 2004, S. 2102–2118
- mit J. C. Pires, D. E. Soltis u. a.: Molecular cytogenetic analysis of recently evolved Tragopogon (Asteraceae) allopolyploids reveal a karyotype that is additive of the diploid progenitors,  Am. J. of Botany, Band 91, 2004, S. 1022–1035
- mit T. J. Davies, T. G. Barraclough, Mark W. Chase, D. E. Soltis, V. Savolainen: Darwin's abominable mystery: Insights from a supertree of the angiosperms, Proceedings of the National Academy of Sciences, USA, Band 101, 2004, S. 1904–1909.
- mit L. P. Ronse DeCraene, D. E. Soltis:  Evolution of floral structures in basal angiosperms,  International Journal of Plant Sciences, Band 164, 2003,  S329-S363.
- mit anderen: Angiosperm Phylogeny Group II: An update of the Angiosperm Phylogeny Group classification for the orders and families of flowering plants: APG II, Botanical J. of the Linnean Society, Band 141, 2003, S. 399–436
- mit D. E. Soltis, V. Savolainen, P. R. Crane, T. Barraclough: Rate heterogeneity among lineages of land plants: integration of molecular and fossil data and evidence for molecular living fossils, Proc. of the National Academy of Sci. USA, Band  99, 2002, S. 4430–4435
- mit M. A. Gitzendanner: Patterns of genetic variation in rare and widespread plant congeners: Do rare species have low levels of genetic variability ?,  American J. of Botany, Band 87, 2000, S. 783–792
- mit Mark W. Chase, D. E. Soltis: Angiosperm phylogeny inferred from multiple genes: A research tool for comparative biology, Nature, Band 402, 1999, S. 402–404
- mit  John N. Thompson, Douglas Soltis, D. W. Schemske, J. F. Hancock: Autopolyploidy in angiosperms: have we grossly underestimated the number of species ?, Taxon, Band 56, 2007, S. 13–30